# Dobreni (gmina)
Dobreni – gmina w Rumunii, w okręgu Neamț. Obejmuje miejscowości Cășăria, Dobreni i Sărata. W 2011 roku liczyła 1842 mieszkańców.